# 石橋冠
石橋 冠（いしばし かん、1936年9月11日 - ）は、日本の演出家。山田太一、倉本聡らの脚本家と組み、多くの作品を手掛けた。日本テレビのディレクターを経て、現在はフリー。夫人は元日本テレビプロデューサーの大井紀子。

## 経歴
東京都出身。小学生のときに北海道札幌市に移る。北海道札幌南高等学校を経て、1960年、早稲田大学政治経済学部を卒業し、日本テレビに入社。
「ラブレター」で2003年度芸術選奨文部科学大臣賞を受賞。「点と線」で2007年度、「なぜ君は絶望と闘えたのか」で2010年度の2度にそれぞれ文化庁芸術祭賞大賞を受賞。「シューシャインボーイ」でソウル国際ドラマアワード2010・グランプリを受賞。2011年、旭日小綬章。
2016年、『人生の約束』で映画監督デビューを果たす。

## 人物
昨今のテレビドラマについて石橋は、「映像がファッション化し、本来描くべき人間たちの生活とか心情が遠くなってしまったように思われる。テレビドラマの使命は、日常の生活にしっかり寄り添い、そこに生きる人の心情や、他者との絆を丹念に描いて＜人生への応援歌＞であるべき。その特質が衰退していく気配は、個人的には淋しい。」と述べている。また、「良いドラマは良いサスペンスの文体を持っている」という自論を持つ。見る側にある種の混乱を与えることが大切であり、その点今のテレビドラマはわかりやすさを重視し過ぎている面がある、と主張している。
原田芳雄とは1972年のテレビドラマ『冬物語』より長く仕事をしており、原田の告別式の際には石橋蓮司とともに弔辞を読んだ。
独身時代、映画監督の岡本喜八の離れに下宿していたことがあり、直接助監督についたことはないが師と仰いでいる。岡本宅の下宿人は牢名主的な俳優中谷一郎を筆頭に、脚本家の長野洋、少し遅れて女優の大谷直子ら多士済々であった。仲代達矢は、住んだことこそないが「いつ行ってもいろんな人がゴロゴロしている家だった」と述懐している。

## 演出作品

### テレビドラマ

#### 日本テレビ時代
- ダイヤル110番
  - （第306回）三つの軌跡 非行少年シリーズ第4弾（1963年7月）演出デビュー作、※脚本も兼ねる。
  - （第325回）太陽の地図（1963年12月）
  - （第337回）嘘じゃないよ?（1964年3月）
  - （第360回）彼等の悪い夏（1964年8月）
- ひやみず大作戦（1965年6月）
- だって好きなんだもの（1966年6月）
- 奥様お手にどうぞ（1966年7月）
- 亭主みたいな弟（1966年9月）
- いとこ同志（1967年9月）
- 長屋の姫君（1967年12月）
- ひとめぼれ物語（1968年1月）
- 妻に来たラブレター（1968年4月）
- 愛の夜明け（1969年2月 - 4月）
- 2丁目3番地（1971年1月 - 3月）『土曜グランド劇場（現・土曜ドラマ）』枠 - 脚本も兼ねる。
- 2丁目4番地（1972年1月 - 4月）
- 冬物語（1972年11月 - 1973年4月）
- さよなら・今日は（1973年10月 - 1974年3月）『土曜グランド劇場（現・土曜ドラマ）』枠
- 夏の影（1975年5月 - 10月）
- 二丁目の未亡人は、やせダンプといわれる凄い子連れママ（1976年3月 - 5月）『土曜グランド劇場（現・土曜ドラマ）』枠
- 五丁目に咲いた恋は、絶対に結ばれないと人々は噂した（1976年5月 - 6月）『土曜グランド劇場（現・土曜ドラマ）』枠
- 三丁目の古寺に、照る日曇る日、恋の雨（1976年6月 - 7月）『土曜グランド劇場（現・土曜ドラマ）』枠
- 一丁目物語　ゴッドマザーの二度目の青春（1977年1月 - 2月）『土曜グランド劇場（現・土曜ドラマ）』枠
- 魔女と呼ばれる占い師は自己革命を夢みてた（1977年5月 - 6月）『土曜グランド劇場（現・土曜ドラマ）』枠
- 秋日記（1977年9月 - 12月）『土曜グランド劇場（現・土曜ドラマ）』枠
- 希望の大地（1978年6月）
- 池中玄太80キロシリーズ（1980年 - 1992年）『土曜グランド劇場（現・土曜ドラマ）』枠
  - パートI（1980年4月 - 6月）
  - パートII（1981年4月 - 8月）
  - ビッグスペシャル(1982年4月)
  - スペシャル(1986年10月)
  - パートIII（1989年4月 - 5月）
  - さよならスペシャル（1992年10月）
- 手ごろな女（1980年10月 - 11月）
- 青年（1981年4月）
- さよならも言わずに消えた!（1981年10月）
- 田中丸家御一同様（1982年2月 - 5月）
- ホームスイートホーム（1982年8月 - 11月）
- 夏の王様（1982年10月）
- 明石貫平35才（1983年4月 - 7月）『土曜グランド劇場（現・土曜ドラマ）』枠
- 最後の航海（1983年12月）
- 昨日、悲別で（1984年3月 - 6月）
- 名門私立女子高校（1984年11月 - 1985年1月）
- のン姉ちゃん・200W（1985年4月 - 7月）『土曜グランド劇場（現・土曜ドラマ）』枠
- たった独りのあなたのために（1985年12月）
- ワインレッドの罠（1986年4月）
- 恋する時間です（1986年10月 - 12月）『土曜グランド劇場（現・土曜ドラマ）』枠
- 凸凹ポリス物語（1987年4月）
- 窓（1987年9月）
- みんなマドンナ（1987年10月 - 12月）
- 秋のシナリオ（1987年11月）
- ベストフレンド物語（1988年4月）
- 恋人も濡れる街角 URBAN LOVE STORY（1988年7月 - 9月）
- 空飛ぶ母子企業（1989年4月）
- 同窓会に来た女（1989年6月）
- 恋人の歌がきこえる（1989年10月 - 12月）『土曜グランド劇場（現・土曜ドラマ）』枠
- 外科医有森冴子（1990年4月 - 6月）女の職業シリーズ第1弾 - 制作（プロデューサー）と演出を兼務
- 火の用心（1990年7月 - 9月）『土曜グランド劇場（現・土曜ドラマ）』枠
- お父さん（1990年10月 - 12月）　※在籍中最後に指揮した『土曜グランド劇場（現・土曜ドラマ）』枠
- ガラス細工の家（1991年5月）
- もっと、ときめきを（1992年3月）

#### フリー以降
- ドラマシティ 生きている心臓（1992年4月、読売テレビ）
- 月曜ドラマスペシャル 精神外科医(1)心の眼で治したい!（1992年11月、TBS）
- 火曜サスペンス劇場 季節はずれの宿泊客（1993年1月、日本テレビ）
- 嵐の中の愛のように（1993年7月 - 9月、読売テレビ）
- 月曜ドラマスペシャル 精神外科医2 失明の外科医が心のメスで病に迫る!（1993年9月、TBS）
- 遠山金志郎美容室（1994年7月 - 9月）
- 新宿鮫シリーズ（1995年 - 2002年、NHK）
  - 新宿鮫・無間人形（1995年4月、NHK）
  - 新宿鮫・無間人形 第1部「単独捜査」第2部「絶体絶命」（1995年7月）
  - 新宿鮫・屍蘭 第一部「危険な毒薬」第二部「絶望の構図」（1996年5月 - 6月、NHKBS2）
  - 新宿鮫・毒猿（1997年12月、NHK）
  - 新宿鮫 氷舞（2002年4月、NHK）
- 黄昏流星群〜恋をもう一度（1997年8月 - 9月、NHK）
- 飛んで火に入る春の嫁（1998年4月 - 6月、テレビ東京）
- 兄弟（1999年、テレビ朝日） - 第17回ATP賞優秀賞、1998年度ギャラクシー奨励賞受賞
- 角筈にて（1999年11月、テレビ東京）
- 玩具の神様（1999年11月、NHKBS2） - 第17回ATP賞優秀賞受賞
- 菊次郎とさきシリーズ（2001年1月 - 2007年、テレビ朝日）
- にっぽんの名作・朗読紀行「潮騒」（2001年2月、NHKBS2）
- てのひらの闇（2001年2月、BSジャパン、テレビ東京）
- 茂七の事件簿(1)　ふしぎ草紙（2001年6月 - 9月、NHK）
- 松本清張没後10年記念 張込み（2002年3月、テレビ朝日）
- 夏の日の恋～Summer Time～（2002年6月 - 7月、NHK）
- ラブ・レター（2003年6月、テレビ東京） - 芸術選奨文部科学大臣賞、第21回ATP賞優秀賞受賞
- 菊次郎とさき(1)（2003年7月9月、テレビ朝日）
- 裁判員 決めるのはあなた（2003年9月、BS-i）
- ドリーム〜90日で1億円〜（2004年3月 - 5月、NHK）
- にんげんだもの 相田みつを物語（2004年12月、テレビ朝日）
- 黄落、その後（2005年2月、テレビ東京） - 日本民間放送連盟賞優秀賞受賞
- 菊次郎とさき(2)（2005年7月 - 9月、テレビ朝日）
- 終りに見た街（2005年12月、テレビ朝日）
- マグロ（2007年1月、テレビ朝日）
- 菊次郎とさき(3)（2007年7月 - 9月、テレビ朝日）
- 点と線（2007年11月、テレビ朝日） - 文化庁芸術祭大賞、東京スポーツ映画大賞「監督・ばんざい!」賞受賞
  - 点と線～松本清張生誕100年記念特別バージョン（2009年11月）
- シリウスの道（2008年9月、WOWOWドラマW）
- 刑事一代 平塚八兵衛の昭和事件史（2009年6月20日21日、テレビ朝日）
- シューシャインボーイ（2010年3月24日、テレビ東京）
- なぜ君は絶望と闘えたのか（2010年9月、WOWOW ドラマWスペシャル）
- 愛・命 〜新宿歌舞伎町駆け込み寺〜（2011年12月、テレビ朝日）
- 松本清張 黒い福音〜国際線スチュワーデス殺人事件〜（2014年1月、テレビ朝日）
- おやじの背中（第3回）なごり雪（2014年7月、TBS）
- 人生最高の贈りもの（2021年1月、テレビ東京）

### 協力プロデューサー
- 琥珀（2017年9月、テレビ東京）

### 映画
- 人生の約束（2016年）[4]